# Walter Mayer
Walter Mayer, född 17 mars 1957 i Hüttau i delstaten Salzburg, är en manlig längdskidåkare från Österrike. Walter Mayer vann Vasaloppet 1980 och kom tvåa 1992. Walter Mayer blev sedan tränare för de österrikiska längdskidåkarna, och har då blivit beskylld för att vara inblandad i dopning av österrikiska längdskidåkare i början av 2000-talet. I mars 2009 blev han avslöjad för att ha sålt dopningspreparat till en österrikisk tävlingscyklist.

### Fotnoter
1. ↑  ”Vasaloppet”. Vasaloppet. Arkiverad från originalet den 3 december 2013. https://web.archive.org/web/20131203033229/http://www.vasaloppet.se/wps/wcm/connect/989fe080449c33e79e4cff27c64f5ec4/segrare_Vasaloppet_sv3bcd.pdf?MOD=AJPERES. Läst 29 november 2013.
2. ↑  ”Former Austrian Ski Coach Arrested”. SI.com. 23 mars 2009. Arkiverad från originalet den 24 oktober 2012. https://web.archive.org/web/20121024143856/http://sportsillustrated.cnn.com/2009/more/03/23/austrian-ski-coach-arrested.ap/index.html. Läst 17 maj 2012.